# 에딩턴 (영화)
《에딩턴》(영어: Eddington)은 2025년 개봉한 미국의 현대 서부 영화이다. 아리 애스터가 감독과 각본을 맡았다. 제78회(2025년) 칸 영화제 황금종려상 경쟁후보작이다.

## 출연진
- 호아킨 피닉스
- 페드로 파스칼
- 에마 스톤
- 루크 그라임스
- 오스틴 버틀러
- 디어드리 오코널
- 마이클 워드
- 클리프턴 콜린스 주니어